# Jorman Aguilar
Pour les articles homonymes, voir Aguilar.
Jorman Israel Aguilar Bustamante, dit Jorman Aguilar, né le 11 septembre 1994 à Panama, est un footballeur international panaméen jouant au poste d'attaquant au CD San Antonio Bulo Bulo.

## Biographie

### Parcours en club
Lors de la saison 2012-2013, Jorman Aguilar fait ses débuts en Liga Panameña avec le Río Abajo FC. Il inscrit 10 buts en 18 rencontres. À la fin de la saison, il effectue des essais à l'Espanyol Barcelone, puis à Parme. Finalement, il signe un contrat de 4 ans avec Parme, qui évolue en Serie A. 
Le 2 juillet 2013, il est prêté au ND Gorica qui évolue en PrvaLiga. Le 27 juillet, il fait ses débuts en PrvaLiga, lors d'une défaite 2-1 contre le NK Domžale. Puis, le 11 février 2014, il est prête au NK Istra 1961 en Prva HNL, mais il ne dispute aucune rencontre.
En juillet 2014, il rejoint le SC Olhanense en Segunda Liga. Le 14 août, il fait ses débuts en Segunda Liga contre le Sporting Portugal B, lors d'une défaite 1-0. Puis, le 27 août, il inscrit son premier but en Segunda Liga contre le Sporting Covilhã, lors d'un match nul de 3-3.
Le 5 janvier 2015, il retourne au Panama, et signe un contrat avec l'Independiente Chorrera. Puis, le 4 août, le rejoint le Tauro FC.
Le 1er juillet 2016, il fait son retour rejoint au SC Olhanense, qui évolue en LigaPro. Lors de cette saison, il inscrit 11 buts en 40 rencontres de LigaPro. Puis, le 14 juin, il signe un contrat de 3 ans avec l'Estoril-Praia, qui évolue en Primeira Liga.

### Parcours en sélection
Jorman Aguilar compte deux sélections avec l'équipe du Panama depuis 2015.
Il est sélectionné en sélection panaméenne des moins de 17 ans pour la coupe du monde des moins de 17 ans 2011 qui se déroule au Mexique. Il joue quatre rencontres, et inscrit deux buts contre le Burkina Faso et l'Équateur.
Il est convoqué pour la première fois en équipe du Panama par le sélectionneur national Hernán Darío Gómez, pour un match amical contre le Trinité-et-Tobago le 27 mars 2015. Il commence la rencontre comme titulaire, et sort du terrain à la 60e minute de jeu, en étant remplacé par Armando Cooper. Le match se solde par une victoire 1-0 des Panaméens.

## Distinctions personnelles
- Élu meilleur buteur du Championnat du Panama en 2012 (ouverture) (10 buts)